# Guzmania nicaraguensis
Guzmania nicaraguensis Mez & C.F.Baker, 1903 è una pianta appartenente alla famiglia delle Bromeliaceae.